# 昂特瓦鎮區 (密歇根州)
昂特瓦鎮區（英語：Ontwa Township）是位於美國密歇根州卡斯縣的一個行政鎮區。

## 地方資料
昂特瓦鎮區的面積為54.40平方千米，當中陸地面積為50.30平方千米，而水域面積為4.10平方千米。根據2020年美國人口普查的數據，當地共有人口6904人，而人口密度為每平方千米126.91人。